# 怪奇!!動物アジテーター
怪奇!!動物アジテーター（かいき!!どうぶつアジテーター）は、日本のハードコア・パンクで、「宇宙最凶天才的奇才ユニット」（1stアルバム『殺害放火魔アナーキスト国家』帯より）。
2000年にthe CRAZY-SKB（QP-CRAZY、殺害塩化ビニール社長）とKENZI（THE DEAD P☆P STARS、アナーキストレコード社長）の両レーベル社長により結成された。それぞれの髪とつなぎの色はクレイジーは赤、KENZIは青がトレードマーク。下等動物である人間をドルゲウイルスで滅亡させ、動物達と新しい国家を創るという地球進化大計画を持つ。当時、国会議事堂をバックに電動草刈機を持った二人のフライヤーが配布された。

## 概要
クレイジーとKENZIは京都でそれぞれ殺倶とかまいたちで活動していた頃から交流が有り、かまいたちがインディー時代にリリースした『独罰視姦』のクレジットにクレイジーSKBの名前が有る。
ハイテクノロジー・スーサイドのライブで配布されていた「ハイテク通信」によるとSISTER'S NO FUTUREの「ゲテモノグロテスクGIG」（1992年8月17日 新潟JUNK BOXにて行われた豆腐、コンニャク、ラーメン、もやし、ところてん、ケーキ、パイ、豚の生首等あらゆる汚物が飛び交ったライブ）の記事を見たクレイジーは、「こんなのはまだ手ぬるい、そのうち本物を見せてやる」と話していたが、その公約はKENZIとともにアジテーターで実行された。
幾つものバンドで数々の過激パフォーマンスを繰り広げているクレージーとKENZIの中でも、特にパフォーマンス性を重視したユニットで、ライブではミミズ、電気ウナギ等がぶちまけられたり電動草刈機でダッチワイフが切り裂かれるなどする。

## メンバー
- SHEIK the CRAZY-SKB - ボーカル（恐悪狂人団、猛毒、ハイテクノロジー・スーサイド、QP-CRAZYなど多数）
- BUTCHER the CRAZY DANGER KENZI - ボーカル（ex.かまいたち、ex.SISTER'S NO FUTURE、ANTI FEMINISM、THE DEAD P☆P STARS）

レコーディング及びライブ参加メンバー
- トドゲルゲ - ギター
- 姫☆蛸ゲルゲ - ギター
- 乳ゲルゲ - ギター
- イチゴルゲ - ギター
- JETゲルゲ - ベース
- 猿ゲルゲ - ベース
- 桃ゲルゲ - ベース
- チョコゲルゲ - ベース
- 7ゲルゲ - ドラムス
- スピードゲルゲ - ドラムス

## 略歴

### 2000年
- クレイジーとKENZIで結成。

### 2001年
- 1月1日 - 1stアルバム『殺害放火魔アナーキスト国家』発売。
- 1月7日 - 三軒茶屋HEAVEN'S DOORにてデビュー。
- 4月1日 - 三軒茶屋HEAVEN'S DOORにて2回目のライブ。
- 4月5日 - TBS系『ミミセン!』第1回に出演。クレイジーとKENZIは電動草刈機の爆音とともに登場し、Coming Centuryの3人にギターの弾き方をレクチャーした。
- 5月10日 - 『ミミセン!』に再び出演。今回はヘッドバンギングをレクチャー。この日は他にもTHE STAR CLUBのHIKAGEとCAT、CHIROLYN、QP-CRAZYのツージーQが登場し、森田剛に「ミミセン・オールスターズ」と呼ばれていた。
- 8月11日 - 渋谷La.mamaでの「殺害サミット8 -前編-」で3回目のライブ。

### 2002年
- 1月1日 - VAアルバム『殺害カバーオムニバス3 大熊小鹿馬場鶴田蛾次郎』発売。
- 1月13日 - 三軒茶屋HEAVEN'S DOORにて4回目のライブ。

### 2005年
- 「2005年死の月地球再来襲!!第二次洗脳テロ大戦勃発!!」のフライヤーが配布され、3年振りの活動が期待されたが立ち消えになった模様。

### 2006年
- 3月1日 - アジテーターのライブが収録された『KENZI伝説』発売。

### 2011年
- ビジュアル系レーベルUNDER CODE PRODUCTIONと契約。10年振りの地球襲来が予告される。
- 12月31日 - 2ndアルバム『地球爆破計画』発売。

### 2012年
- 3月10日 - 東京キネマ倶楽部、4月30日 - 大阪BIG CATにて10年振りのライブ。

### 2013年
- 4月19日 - アジテーターの新曲も収録された、ザ・クレイジーSKB 30周年記念 セルフカバー・コンピレーション・アルバム『地獄へ堕ちろ!!!!』が発売。
- 8月8日 - 新代田FEVER「＜ザ・クレイジーSKB 30周年連動企画＞ 殺害サミット 怒濤の3DAYS ハードナイト」にてヒューストンより中継にて出演。

### 2015年
- 10月21日 - 甲府KAZOO HALL「コロガキ主催ライブイベント水曜ヒットショーVol.1」にゲスト出演。同日、3rdアルバム『怪奇!!UMAファイル13』発売。

### 2016年
- 6月4日 - 池袋手刀「アンチフェミニズム vs QP-CRAZYカップリングCD『狂（キチガイ）』一年遅れのレコ発ツーマンライブ」にシークレットゲスト出演。

## ライブでのパフォーマンス
- 「第1話 パニック!!ミミズ400,000匹デスマッチGIGの巻」2001年1月7日 三軒茶屋HEAVEN'S DOOR

入場者全員に御霊前袋に入ったアジテーターのポストカードとミミズ（生きている本物）を配布。ステージ前に数個置かれた大型ポリバケツにはミミズとともに土やキャベツ等が大量に入れて有り、会場中にぶちまけられた。尚、ANTI FEMINISMでのKENZIのMCによると客にミミズは絶対投げないとの誓約書を書かされていたらしい。
- 「第2話 デンジャー!!有刺鉄線五寸釘剣山デスマッチGIGの巻」2001年4月1日 三軒茶屋HEAVEN'S DOOR

クレイジーとKENZIは腹に有刺鉄線ぐるぐる巻きで登場。板に大量の五寸釘が打ち込まれた剣山へのダイブ、頭からバケツ一杯の画鋲シャワーぶちまけ、天井より吊された有刺鉄線ぐるぐる巻きのベニヤ板落下、と二人とも顔面血まみれで最後は立つ事ができず、スタッフにより毛布を担架に退場となるという、かつてのハイテクノロジースーサイド時代を思わせる凄まじいライブだった。
- 「第3話 えっ!?ホンモノは誰だ!?GIGの巻」2001年8月11日 渋谷La.mama

髪とつなぎの色がこれまでと逆のクレイジーは青、KENZIは赤になっていた。
- 「第4話 ビリッ!!電気ウナギ666匹＆白い恋人デスマッチGIGの巻」2002年1月13日 三軒茶屋HEAVEN'S DOOR

ステージ前の客席に段ボールとブルーシートで作られた即席のウナギ入りプールが設置され、1曲目からウナギプールに飛び込んでのスタート。最後にはゴミ袋2袋分もの羽毛とともに客席へぶちまけられた。クレイジーがプールの中で電動草刈機の電源コードを切断してしまった為、危うく2人とも感電死するところだったらしい。
- 「#5 オバマ軍との抗争勃発!シャルウィーダンスで猫に小判の巻」2012年3月10日 東京キネマ倶楽部
- 「#6 ヴィジュアルショックでオバマ狩りの巻」2012月4月30日 大阪BIG CAT

クレイジー、KENZI共にマスクに黒いスーツ姿で登場。東京はバックメンバー不在、大阪はメンバーを従えていたものの当て振りで両日共に演奏無し。それぞれ手にした赤と青のピッチフォークで、バラク・オバマのマスクを被せたダッチワイフを串刺しに。サイドステージでは謎の外人がシャルウィーダンスを踊りまくる。大量のおもちゃの小判を客席にぶちまけて終了。新曲『地球爆破計画』をBGMに3分1曲のステージだった。
- 「#7 カークラッシュスカッシュマッシュの巻」2013年8月08日 新代田FEVER

ヒューストンから生中継。爆走する赤と青の車の映像が流され、クレイジーとKENZIが運転していると説明されるが、お互いの車が衝突爆破炎上して映像が終了。見ていたオーディエンスは唖然となる。
- 「#8 ギョ！？ピラニアwith人喰い魚デスマッチの巻」2015年10月21日　甲府KAZOO HALL

客席フロアーにはブルーシートが敷かれ、黒い布で隠された水槽が設置される。ラストの曲で乱入してきたオバマと安倍晋三のマスクをした2人に、クレイジーが餌食の投下を待つピラニア水槽の中に背中から投げ込まれ、苦悶の表情を見せる。最後は大量の羽毛がぶちまけられ、水槽はコンクリートブロックで破壊された。尚、クレイジーは背中に少し噛みつかれたらしい。
- 「#9 秘密の緊急凱旋の巻」2016年6月4日 池袋手刀

QPとアンチのレコ発にシークレットゲストとして出演。当て振りではない東京でのライブは14年振りとなる。ラストに乱入してきたオバマのマスクをした人物を、クレイジーと安部マスクの2人で火がつけられたパイプ椅子の上にツープラトンブレーンバスターを決めて終了となった。

## 作品

### アルバム
- 殺害放火魔アナーキスト国家（2001年1月1日 殺害アナーキスト2001）

クレイジー、KENZIともにレーベルを持っていた為、殺害とアナーキスト共同による殺害アナーキストから発売された。歌詞カードには国会議事堂の他に東京タワーをバックに電動草刈機を構える二人の写真も見られる。2枚組仕様のCDケースだがCD１枚のみの作品で、2枚目を収納する場所にはバッジが入っている。
- 怪奇!!UMAファイル13（2015年10月21日 殺害塩化ビニール）

地球上で言う15年前のオリジナルメンバーによる2ndアルバム。タイトルどおり全曲UMAがテーマとなっている。流通盤ではなく敢えて殺害ロクデナCD-Rシリーズでのリリース。

### シングル
- 地球爆破計画（2011年12月31日 Under Code Production）

アジテーター初のマキシシングルで『地球爆破作戦』のMV入りDVDとの2枚組。CDに封印されているアルミ箔のようなものはUFOの破片とのこと。

### その他参加作品
- 殺害カバーオムニバス3 大熊小鹿馬場鶴田蛾次郎（2002年1月1日 殺害塩化ビニール）

ブッチャー＆シーク組のカバー（昭和52年12月15日 世界オープンタッグ選手権蔵前大会より）にて参加。

### DVD
- KENZI伝説（2006年3月1日 アナーキストレコード）

KENZIのバンド活動20周年を記念してリリースされたDVDで、アジテーターは第1、2、4話のライブが収録されている。
- 全地球事件簿大図鑑 2001-2016（2018年4月6日 ローズクリエイト）

過去に地球で行われた全ライブを完全網羅。深夜の竹下通りでメンバーが白い布を被って撮影された「ナイトクローラー」のMVも収録。